# 杜布罗夫卡区
杜布罗夫卡区（俄语：Дубровский район）是俄罗斯联邦布良斯克州下辖的一个区，其行政中心为杜布罗夫卡。据2016年统计，该区的人口为17961人。